# Ukrina
Ukrina je rijeka u sjevernoj Bosni (BiH), desna pritoka Save.
Nastaje od Velike i Male Ukrine. Dužina toka Ukrine od izvora Velike Ukrine (Lukavca) je 119,3 km, a površina slijeva 1.515,4 km². U Savu se ulijeva 3 km sjeverno od naselja Koraće, odnosno 10 km jugozapadno od Bosanskog Broda. 
Ukrina gradi Ivanjsko polje.